# Altach
Altach ist eine Gemeinde in Österreich in Vorarlberg im Bezirk Feldkirch mit 7198 Einwohnern (Stand 1. Jänner 2025). Mit 1343 Einwohnern/km² ist sie mit Stand 2020 die am dichtesten besiedelte Gemeinde Vorarlbergs.

## Geografie
Altach liegt auf 412 Metern Höhe. Im Nordwesten wird das Gemeindegebiet vom Rhein und im Norden von dessen Altarm begrenzt. Der betreffende Rheinabschnitt ist zugleich die Grenze zur Schweiz.

### Gemeindegliederung
Es gibt nur die Katastralgemeinde Altach.

### Nachbargemeinden
Die Gemeinde grenzt an drei österreichische und zwei Schweizer Gemeinden. Diese sind die zum Bezirk Dornbirn gehörende Stadt Hohenems, die Marktgemeinde Götzis und die Gemeinde Mäder, die ebenfalls im Bezirk Feldkirch liegen, und die zum Kanton St. Gallen gehörenden Gemeinden Oberriet und Diepoldsau.
| Oberriet (Schweiz) | Diepoldsau (Schweiz)                        |               |
| Mäder              | Kompassrose, die auf Nachbargemeinden zeigt | Hohenems (DO) |
|                    | Götzis                                      |               |

## Geschichte
Die Habsburger regierten die Orte in Vorarlberg abwechselnd von Tirol und von Vorderösterreich (Sitz: Freiburg im Breisgau) aus. Am 1. Jänner 1801 wurde Altach vom Nachbarort Götzis politisch getrennt. Von 1805 bis 1814 gehörte der Ort zu Bayern, danach wieder zu Österreich. Zum Bundesland Vorarlberg gehört Altach seit der Gründung des Vorarlberger Landtages 1861. Der Ort war 1945 bis 1955 Teil der französischen Besatzungszone in Österreich.
Am 1. Dezember 2019 stimmten 62,47 % von knapp 2700 Abstimmenden aus rund 5200 Wahlberechtigten für die Eröffnung eines neuen Kiesabbaugebiets beim Sauwinkel im Ort. Um Ersatz für eine versiegende Kiesgrube der Kopf Kies und Beton GmbH zu schaffen, plädierten der Bürgermeister und die Mehrheit der Gemeindevertretung für die Öffnung einer neuen Grube mit zu erwartender Entnahmedauer von rund 35 Jahren und die Errichtung eines Autobahnanschlusses im Bereich der Raststätte Altach für den zu erwartenden Schwerverkehr. Eine Bürgerinitiative um die Bürgerliste Altach mit dem Grünen Landtagsabgeordneten Bernhard Weber hatte 1165 Unterschriften für eine Volksabstimmung gesammelt und gegen die Schotterentnahme geworben, mit dem Argument, dass das Naherholungsgebiet Alter Rhein beeinträchtigt werde und Schwerverkehr entstehe.

### Bevölkerungsentwicklung
Ende 2016 lag der Ausländeranteil in der Gemeinde bei 13,4 Prozent.
Da seit Jahrzehnten sowohl Geburtenbilanz als auch Wanderungsbilanz positiv sind, wächst die Einwohnerzahl stark an.

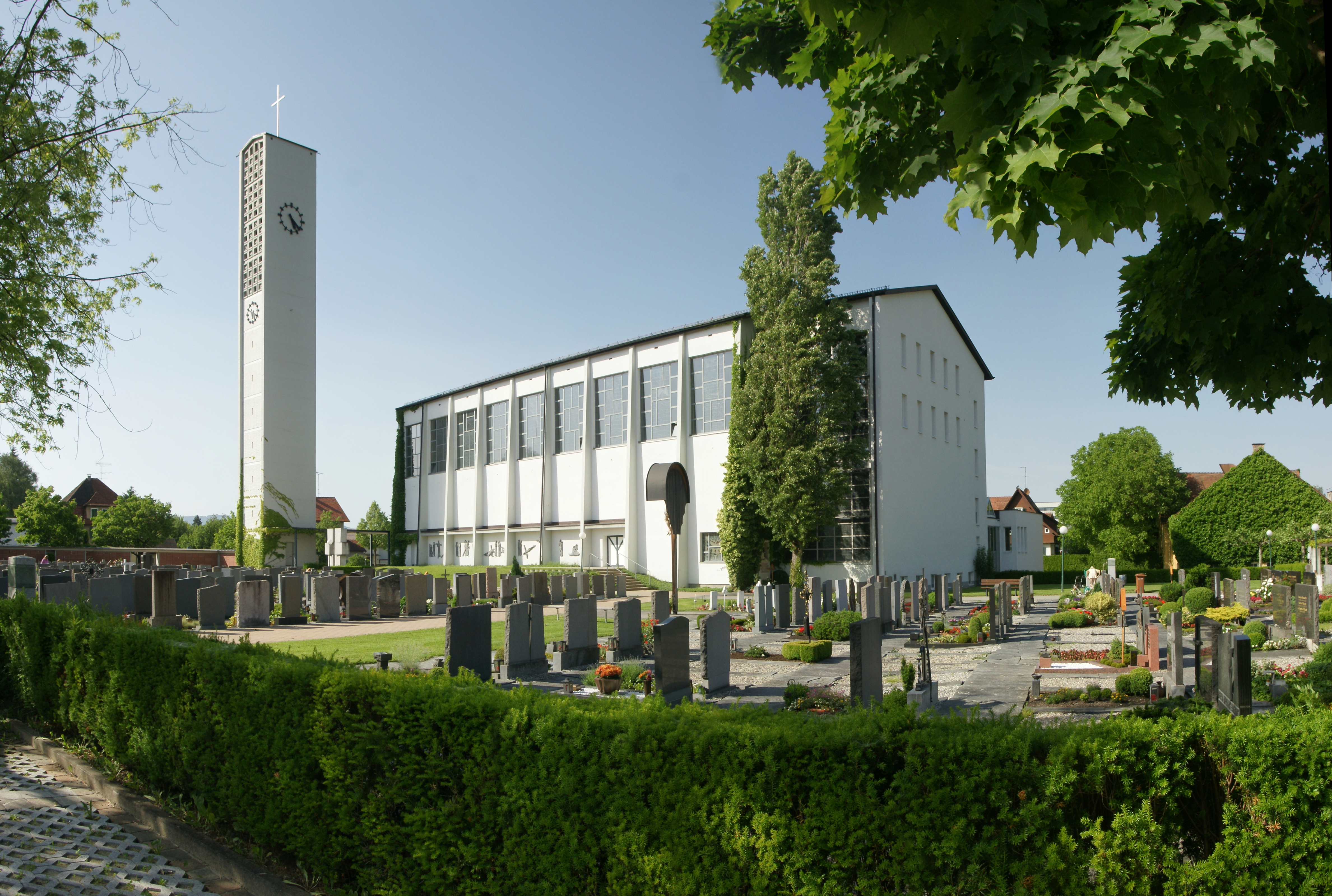
Pfarrkirche Altach

## Kultur und Sehenswürdigkeiten
- Katholische Pfarrkirche Altach hl. Nikolaus
- Islamischer Friedhof Altach
- Ehemaliges Gasthaus Rössle, 1757 errichtetes Rheintalhaus; war früher Treffpunkt der Vorarlberger Landstände
- Rheintalhof im Hanfland 6 mit Klebdächern und profilierten Pfetten

## Wirtschaft und Infrastruktur
2003 gab es am Ort 150 Betriebe der gewerblichen Wirtschaft mit 955 Beschäftigten und 106 Lehrlingen. Insgesamt wurden 2454 lohnsteuerpflichtige Erwerbstätige gezählt.

### Verkehr
Der Bahnhof von Altach liegt an der Bahnstrecke Lindau–Bludenz, es halten Züge der S1 nach Lindau bzw. Bludenz und der WESTbahn mit Direktverbindung nach Wien. Weiters fahren die Ortsbus amKumma-Linien 302, 305 und 307 durch den Ort Altach.

### Bildung
Es gibt vier Kindergärten in Altach. Außerdem befinden sich am Ort drei Schulen: Volksschule, Mittelschule und die Freie Montessori Schule. Die Musikschule „tonart“ unterrichtet ihre Schüler zum Teil auch in Räumlichkeiten der Gemeinde Altach. Im Schuljahr 2020/21 besuchen 316 Schüler die Volksschule in Altach und zusätzlich 57 Schüler die Montessorischule für diese Altersgruppe sowie 258 Schüler die Mittelschule und 64 Schüler die Montessorischule.

### Sport
Der SCR Altach ist ein Fußballclub, der durch den Gewinn der zweitklassigen Ersten Liga 2014 in die österreichische Bundesliga aufstieg, in der er zuvor bereits drei Saisons lang bis zum Abstieg 2008/09 gespielt hatte.
Im Dezember 2017 wurde der Altacher Silvesterlauf zum 20. Mal ausgetragen. Er ist mit über 2000 Teilnehmern eine der größten Laufveranstaltungen in Vorarlberg und zudem der zweitgrößte Silvesterlauf in Österreich.

## Politik

### Gemeindevertretung
In Vorarlberg wählen die Bürger alle fünf Jahre die Mitglieder der Gemeindevertretung durch Ankreuzen eines Listen-Wahlvorschlages bzw. durch Mehrheitswahl wenn kein Listenvorschlag vorliegt. Weiters den Bürgermeister durch Ankreuzen eines Wahlvorschlages.
Die Gemeindevertretung wählt in der konstituierenden Sitzung aus ihrer Mitte – sofern keine Wahl durch die Bürger zustande kam – gemäß § 61 Gemeindegesetz einen Bürgermeister und dann einen mindestens dreiköpfigen Gemeindevorstand. Die Zahl dieser „Gemeinderäte“ darf aber gemäß § 55 den vierten Teil der Zahl der Gemeindevertreter nicht übersteigen.
Der Bürgermeister führt den Vorsitz bei den generell öffentlichen Sitzungen der Gemeindevertretung, in denen kommunale Belange besprochen und Beschlüsse gefasst werden. Beobachter haben kein Mitspracherecht und kein Stimmrecht. Die Gemeindevertretung kann nach Bedarf Ausschüsse bestellen. Sitzungen des Gemeindevorstandes und der Ausschüsse sind nicht öffentlich.

#### Sitzverteilung nach den Wahlen
- Gemeindevertretungswahlen 1985: ÖVP 17, SPÖ 4, FPÖ 3.[12]
- Gemeindevertretungswahlen 1990: ÖVP 16, SPÖ 3, FPÖ 3.[13]
- Gemeindevertretungswahlen 1995: ÖVP - Bgm. Brändle 14, SPÖ 4, FPÖ 3, BL.A. (Bürgerliste Altach) 3.[14]
- Gemeindevertretungswahlen 2000: ÖVP - Bgm. Brändle 13, BürgerListe Altach 4, SPÖ 4, FPÖ 3.[15]
- Gemeindevertretungswahlen 2005: ÖVP - Bgm. Brändle 17, SPÖ 5, Bürgerliste Altach 5.[16]
- Gemeindevertretungswahlen 2010: ÖVP - Bgm. Brändle 18, BürgerListe + Grüne 5, SPÖ 3, FPÖ 1.[17]
- Gemeindevertretungswahlen 2015: ÖVP - Bgm. Brändle 16, BürgerListe + Grüne 8, SPÖ 2, FPÖ 1.[18]
- Gemeindevertretungswahlen 2020: ÖVP - M. Giesinger 16, Bürgerliste + Grüne 9, SPÖ - Mitanand für Altach 2.[19]
- Gemeindevertretungswahlen 2025: ÖVP - Bgm. Giesinger 11, ÜSR ALTACH 8, BürgerListe + Grüne 5, FPÖ 2, Klar auf deiner Seite SPÖ 1.[20]

### Bürgermeister
- 1945–1950 Albert Kopf[21]

- 1950–1955 Julius Kopf[21]
- 1955–1975 Christian Schneider[21]
- 1975–1993 Georg Giesinger[21]
- 1993–2020 Gottfried Brändle (ÖVP)[21][22]
- seit 2020 Markus Giesinger (ÖVP)[23][24]

## Persönlichkeiten

### Söhne und Töchter der Gemeinde
- Otto Ender (1875–1960), österreichischer Bundeskanzler und Landeshauptmann von Vorarlberg
- Rudolf Kopf (1890–1971), Jurist und Politiker
- Norbert Kopf (1923–2016), Architekt
- Norbert Loacker (1939–2024), Schriftsteller

### Personen mit Bezug zur Gemeinde
- Karlheinz Kopf (* 1957), Nationalratsabgeordneter (ÖVP), ehem. zweiter Nationalratspräsident
- Harald Walser (* 1953), Nationalratsabgeordneter (GRÜNE)
- Bernhard Weber (* 1963), Landtagsabgeordneter (GRÜNE), Musiker